# Hagelkruis Kessel

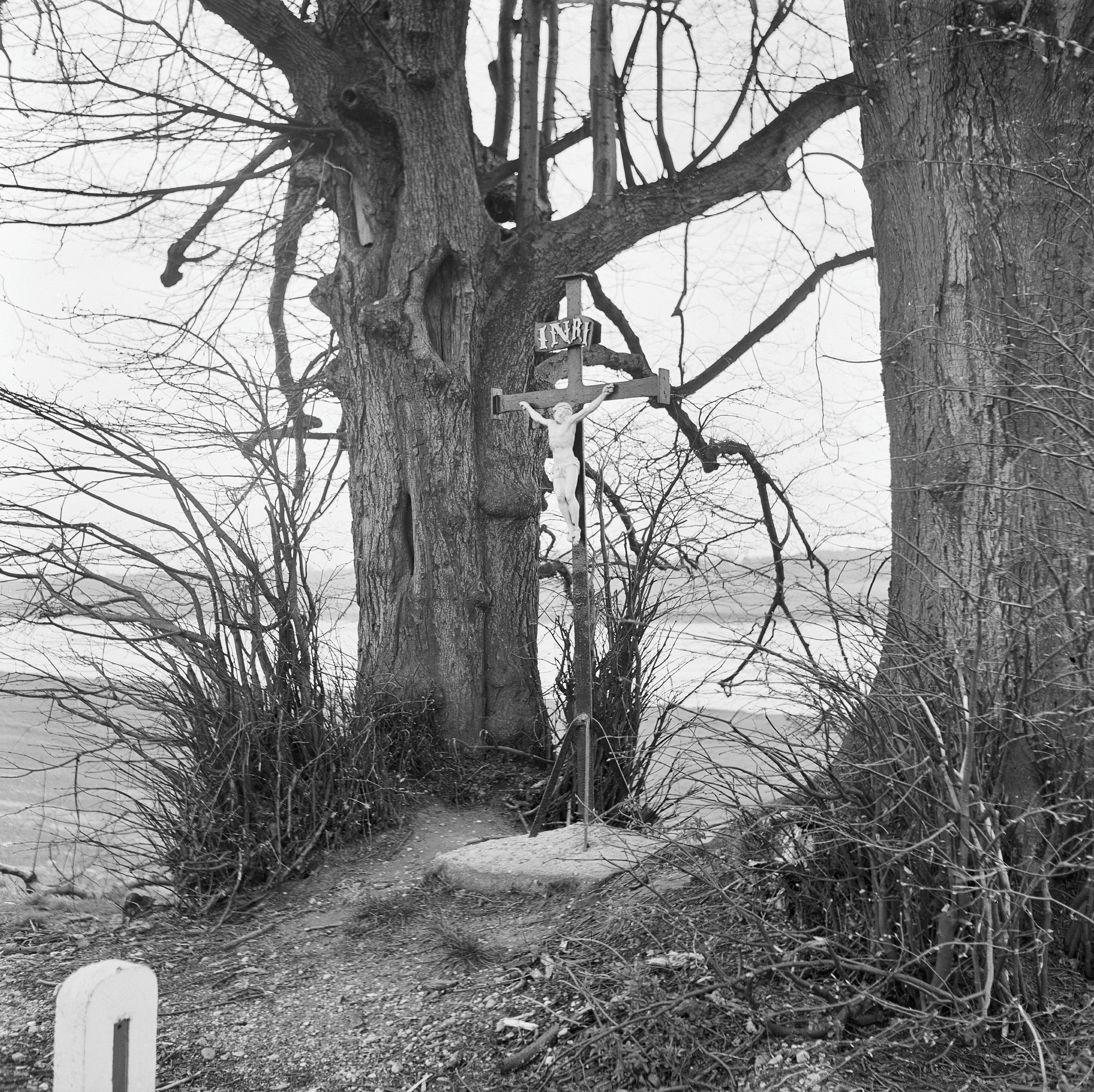
Het hagelkruis in 1967

Het Hagelkruis van Kessel is een hagelkruis dat opgesteld is aan de Maas ten oosten van Kessel in de gemeente Peel en Maas in de Nederlandse provincie Limburg. Het kruis staat aan de Ondersteweg op ongeveer 600 meter oostelijk van het dorp.
Het ensemble is een rijksmonument.

## Beschrijving
Het Hagelkruis van Kessel is een gietijzeren kruis dat voorzien is van een corpus. Boven het corpus staat op een breder deel de letters INRI. Aan weerszijden van het kruis staan twee lindebomen.
Wanneer er kans was op schade aan de gewassen door noodweer en hagel ging men bidden bij het kruis.

## Geschiedenis
Omstreeks 1850 zijn er nieuwe lindebomen gepland, die waarschijnlijk de opvolger zijn van oudere lindebomen op deze plaats. Het kruis is van vroegere datum.
Naar het kruis werden drie dagen voor de IJsheiligen kruisprocessies gehouden om de oogst te zegenen.
In de jaren 1960 raakte het hagelkruis in verval.
In 1969 werd het kruis ingeschreven in het rijksmonumentenregister.
In 1978/1979 werd het kruis en de linden gerestaureerd en werd er op het kruis een afgietsel van het originele corpus aangebracht.
In augustus 1978 of 1989 werd het kruis opnieuw ingezegend.